# Маккийла Марони
Вижте пояснителната страница за други личности с името Марони.
Маккийла Роуз Марони (на английски: McKayla Rose Maroney) е американска състезателка по спортна гимнастика.

## Биография и творчество
Маккийла Марони е родена на 9 декември 1995 година в град Алисо Виехо, щата Калифорния.
Започва състезателната си кариера през 2009 година.
През 2011 и 2013 година става световен шампион на прескок, а на Олимпиадата в Лондон през 2012 година е 2-ра в същата дисциплина.